# Remontant
Französisch remontant bedeutet im Kontext von Blumen oder Beerenobst sinngemäß „später in der Saison noch einmal blühend“.
In der Regel haben Pflanzen jahreszeitabhängig eine Hauptblütezeit. Manche Pflanzenarten sind in der Lage, ein zweites Mal oder mehrfach zu blühen, sie remontieren oder blühen remontierend.
Die Fähigkeit, mehrmals zu blühen, wird im Pflanzenbau oft bewusst gezüchtet, zum Beispiel bei Zierpflanzen und Beerenobst, um sich im Garten längere Zeit hindurch an Blüten erfreuen oder von einer Pflanze längere Zeit hindurch Früchte ernten zu können.
Rosen mit dieser Eigenschaft sind Remontant-Rosen, die Eigenschaft nennt man Remontanz.

## Etymologie
Der Begriff kommt von frz. remonter = wieder aufsteigen, wieder hinaufgehen.

## Obstbau
Remontanz wird häufig genutzt zum Beispiel bei Gartenerdbeeren und Himbeeren.

## Remontant-Rosen
Remontant-Rosen sind das Bindeglied zwischen den alten und modernen Rosen, es waren fast alle wichtigen Rosenklassen an ihrer Entstehung beteiligt. Viele der „Alten Rosen“ blühen nur einmal. Mit den modernen Rosen wurde die Blütenpracht bis in den Herbst hinein verlängert. Diese Eigenschaft wurde – wie neuere DNA-Untersuchungen ergeben haben – durch Einkreuzung der Rosa fedtschenkoana erreicht. Die hauptsächlich in der zweiten Hälfte des 19. Jahrhunderts entstandenen Rosen wurden in der viktorianischen Zeit häufig auf Rosenausstellungen gezeigt. Reinweiß, rosa, karmesin, purpurfarben und zweifarbig, meist gut duftend, bilden sie Sträucher von ca. 100 bis 180 cm Höhe.
Das Interesse der Züchter hat sich zeitweise nur auf die Farben und Schönheit der Blüten beschränkt, so dass viele Remontant-Rosen nicht duften und die Eignung als Gartenpflanze in den Hintergrund geriet.

## Rosensorten (Auswahl)
- 'American Beauty', Lédéchaux 1875, rot
- 'Anna de Diessbach', 1859, rosa
- 'Baron Girod de l’Ain', 1897, rot mit weißem Saum
- 'Baronne Prévost', Desprez 1842, rosa
- 'Clio', 1894, rosa
- 'Enfant de France', Lartay 1860, rosa-silbern
- 'Ferdinant Pichard', Tanne 1921, (blass-)rosa mit roten Streifen
- 'Frau Karl Druschki', Lambert 1901, weiß
- 'Jules Margottin', Margottin 1853, karmesinrosa, duftend (Sämling von 'La Reine')
- 'La Reine' (syn.: 'Reine des Français'), Laffay 1842, flieder-rosa, starker Duft
- 'Larry Daniels', Thomas Liggett 1995, rosa
- 'Mrs John Laing', Bennett 1887, rosa
- 'Prince Noir', 1854, dunkelrot
- 'Reine des Violettes', Millet-Malet 1860, purpurrot
- 'Ruhm von Steinfurth', 1920, rosarot
- 'Sidonie', Jean-Pierre Vibert 1847, rosa, gefüllt, starker Duft
- 'Tom Wood', Dickson 1896, rot

## Galerie

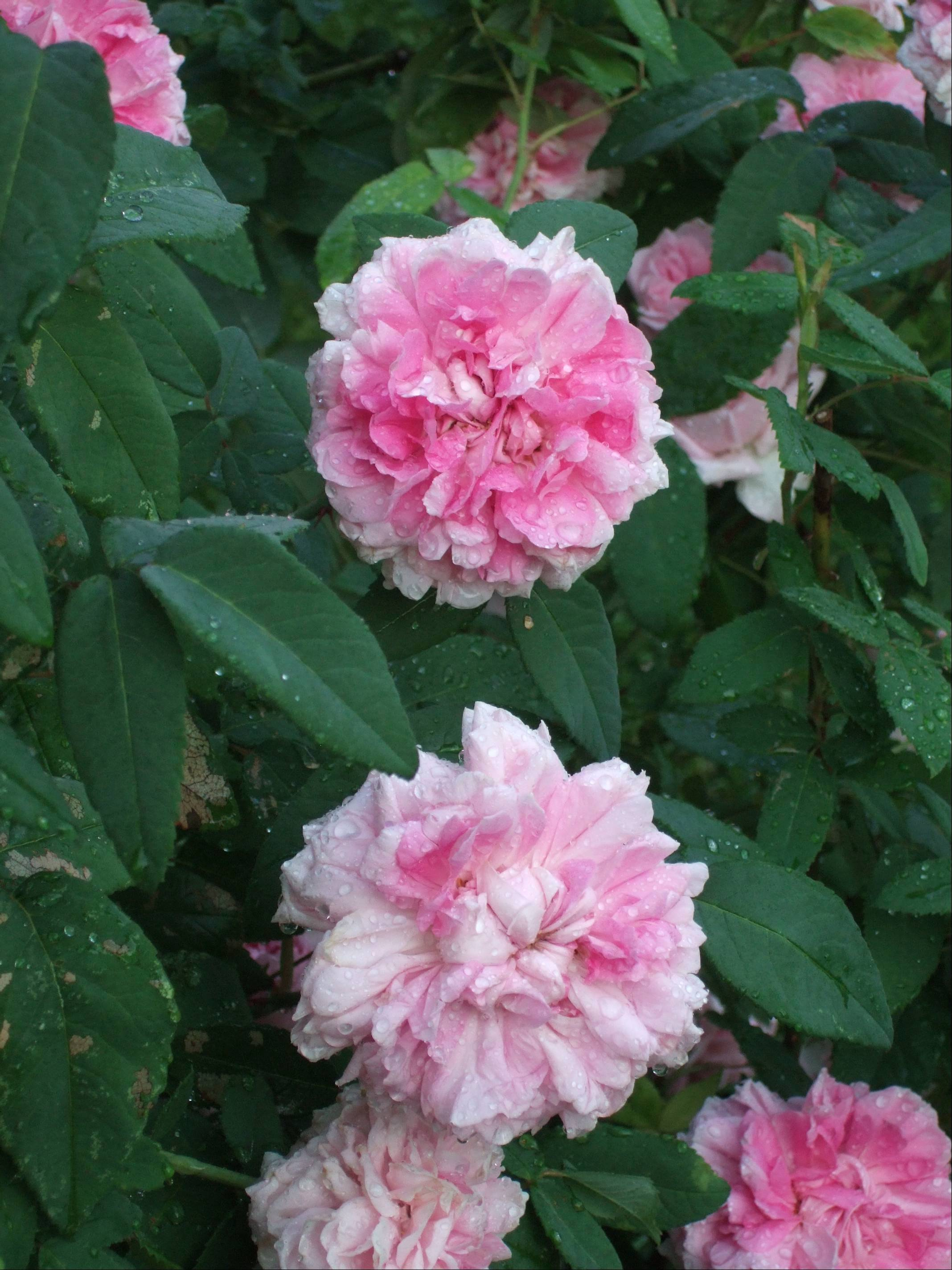
'Enfant de France'
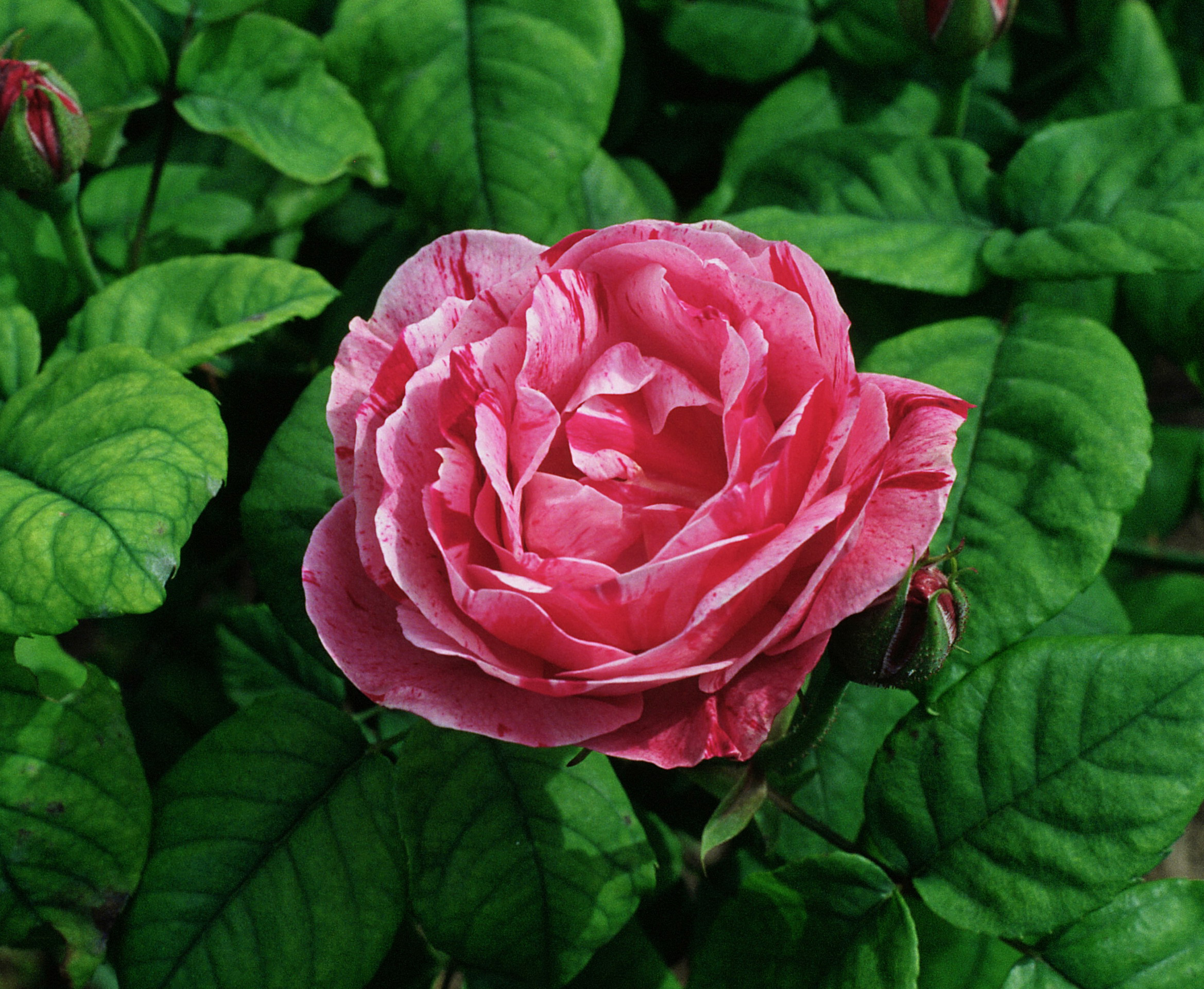
'Ferdinand Pichard'
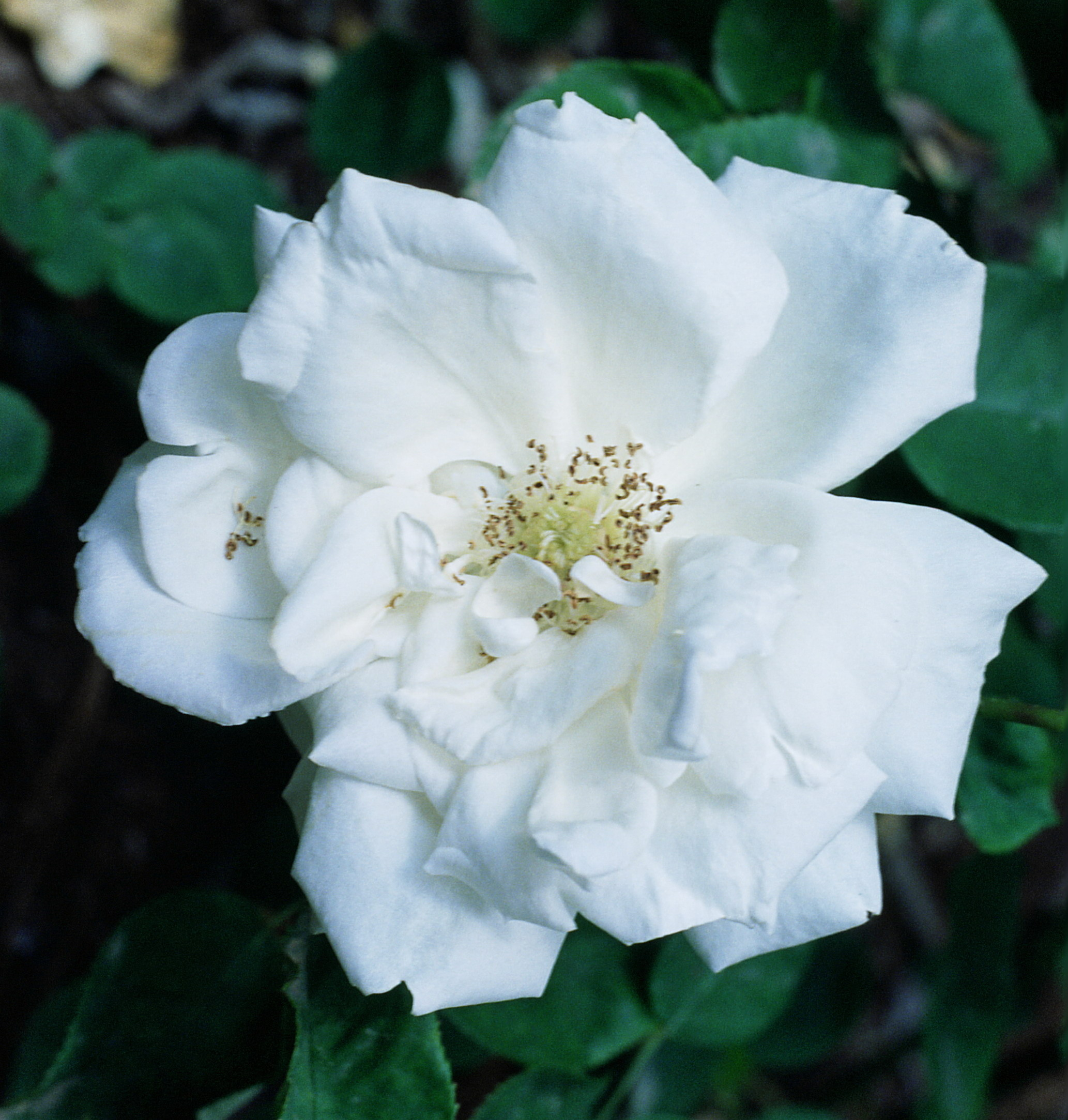
'Frau Karl Druschki'
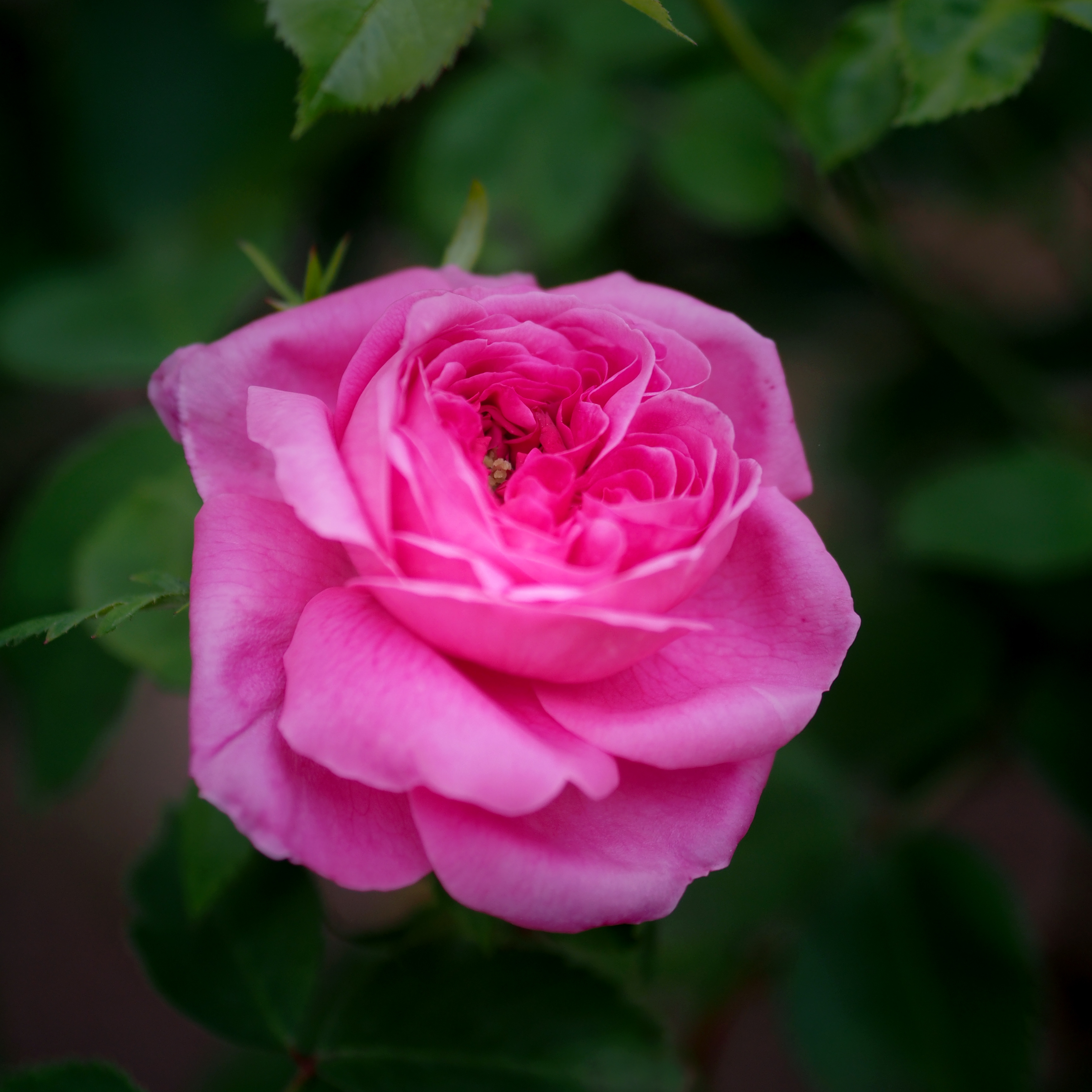
'Jules Margottin'
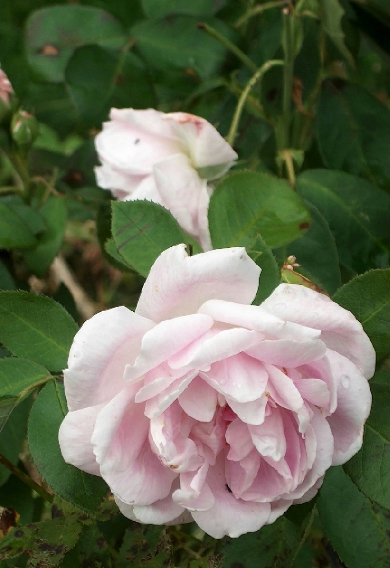
'Larry Daniels'
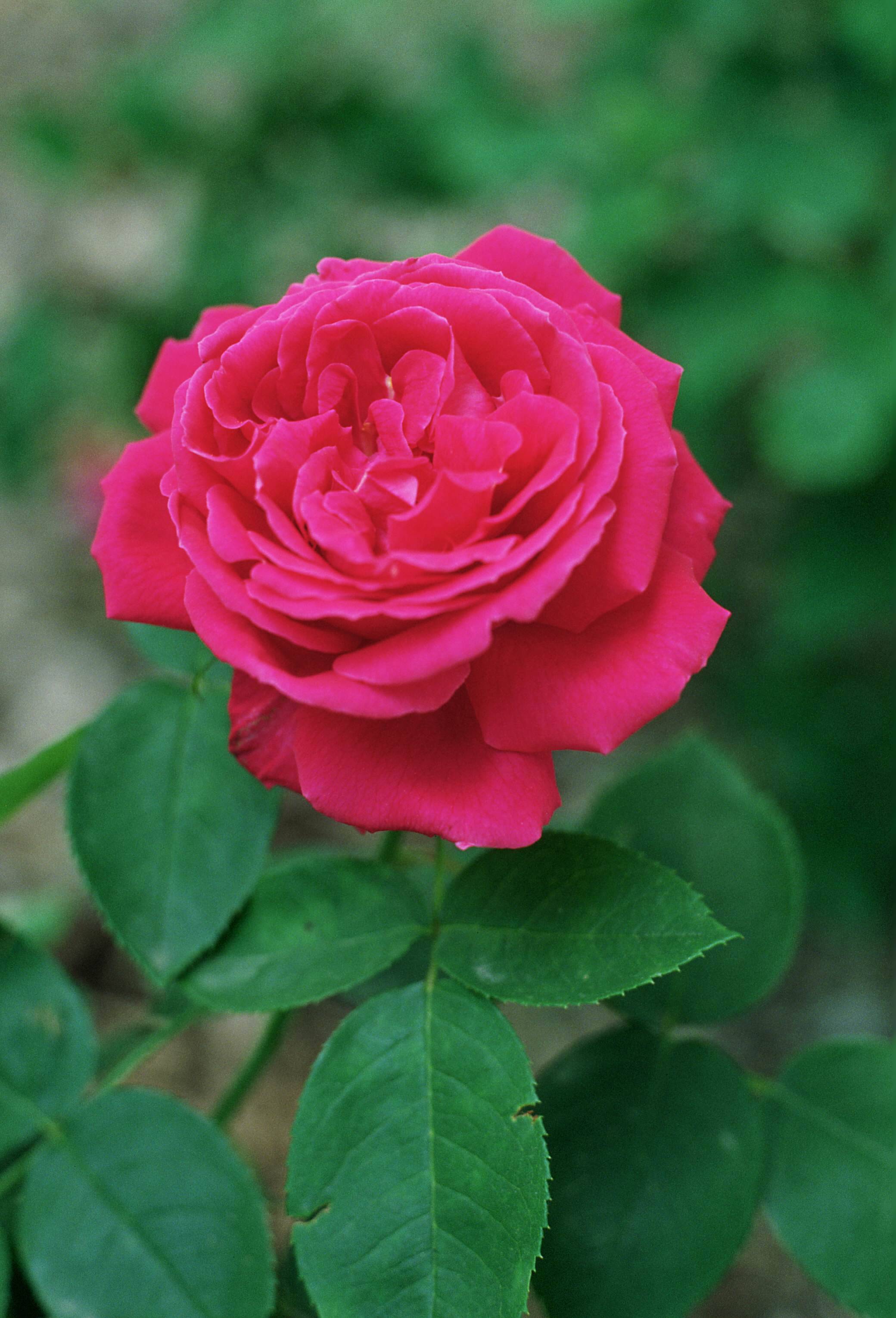
'Tom Wood'
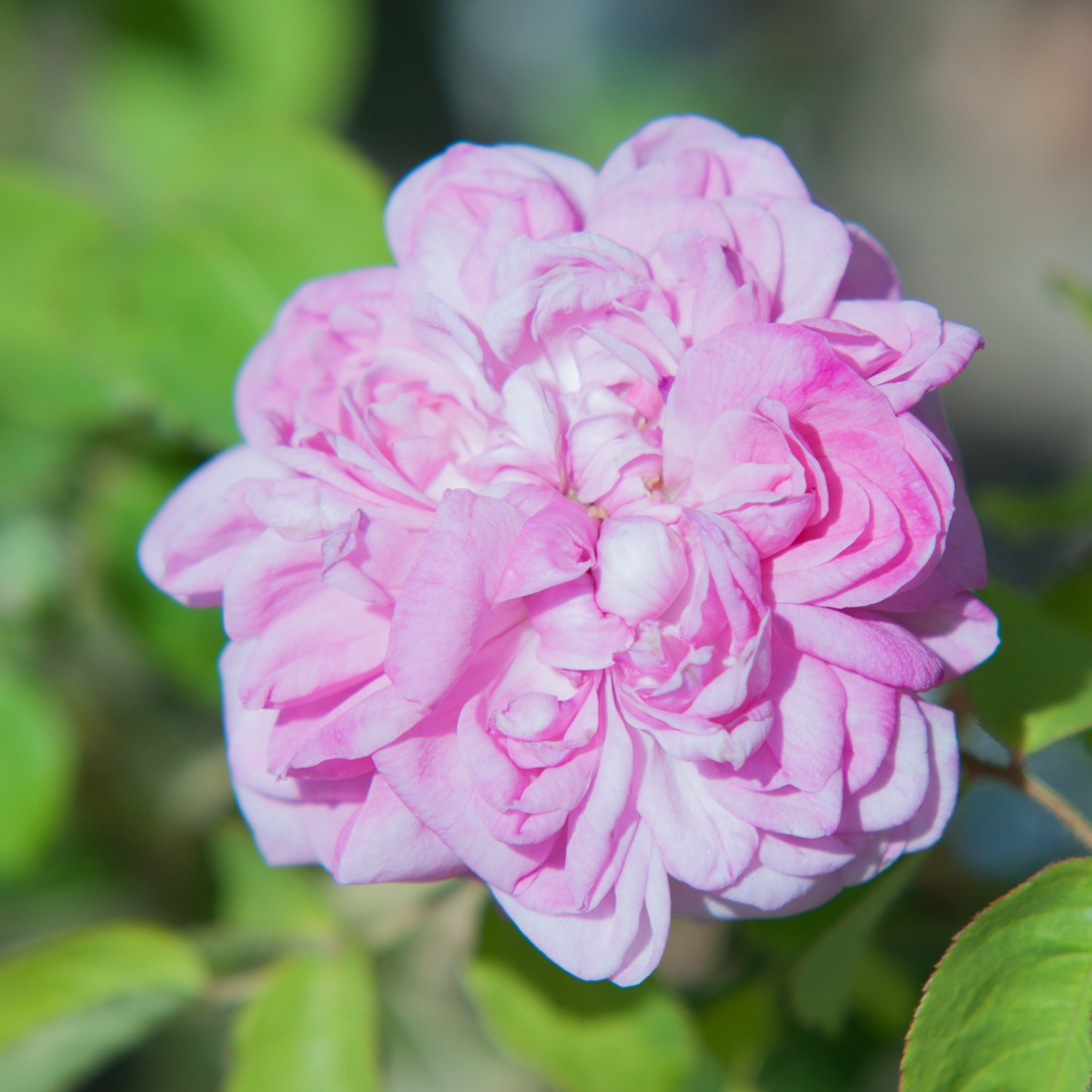
'Sidonie'